# Michel Bréal
Michel Jules Alfred Bréal (Landau in der Pfalz, 26 marzo 1832 – Parigi, 25 novembre 1915) è stato un glottologo francese, spesso indicato come fondatore della moderna semantica.

## Biografia
Dopo aver studiato a Wissembourg, Metz e Parigi, entrò alla École normale supérieure nel 1852. Nel 1857, andò a Berlino, dove studiò il sanscrito, sotto Franz Bopp e Weber. Al suo ritorno in Francia, ottenne un lavoro dal dipartimento di manoscritti orientali presso la "biblioteca imperiale". Nel 1864 divenne professore di glottologia al Collège de France, nel 1875 membro dell'Académie des inscriptions et belles-lettres, nel 1879 ispettore generale per la maggiore educazione, fino all'abolizione di questa carica nel 1888. Nel 1890 venne fatto commendatore della Legion d'onore.
Riguardo ai suoi lavori, che riguardano principalmente soggetti mitologici e filologici, i più noti sono:
- L'Etude des origines de la religion Zoroastrienne ("Lo studio delle origini della religione Zoroastriana") (1862), che vinse un premio presso l'Académie des inscriptions
- Hercule et Cacus ("Ercole e Caco") (1863), nel quale discute sui principi della scuola simbolica nell'interpretazione dei miti
- Le Mythe d'Œdipe ("Il mito di Edipo") (1864)
- Les Tables Eugubines ("Le tavole eugubine") (1875)
- Mélanges de mythologie et de linguistique ("Miscellanea di mitologia e di linguistica") (2nd. ed., 1882)
- Leçons de mots ("Lezioni di parole") (1882, 1886)
- Dictionnaire étymologique Latin ("Dizionario etimologico latino", con Anatole Bailly) (1885)
- Grammaire latine ("Grammatica latina") (1890)
- Essai de Sémantique ("Saggio di semantica") (1897), sul significato delle parole
- Pour mieux connaitre Homère ("Per conoscere meglio Omero") (1906)
- Una traduzione della Grammatica comparativa di Bopp (1866-1874), con introduzione, che venne molto apprezzata.

Scrisse inoltre numerosi trattati sull'educazione in Francia, sull'insegnamento delle lingue straniere e sulla riforma ortografica francese.
Michel Bréal inoltre viene accreditato come l'inventore della gara della maratona, che si tenne per la prima volta alle prime Olimpiadi moderne, ad Atene, nel 1896, sotto la spinta del suo amico, Pierre de Coubertin. L'evento voleva commemorare il soldato ellenico Fidippide che, secondo numerose leggende, corse dalla Battaglia di Maratona fino ad Atene, morendo subito dopo aver annunciato la vittoria.